# St. Pankratius (Ederen)

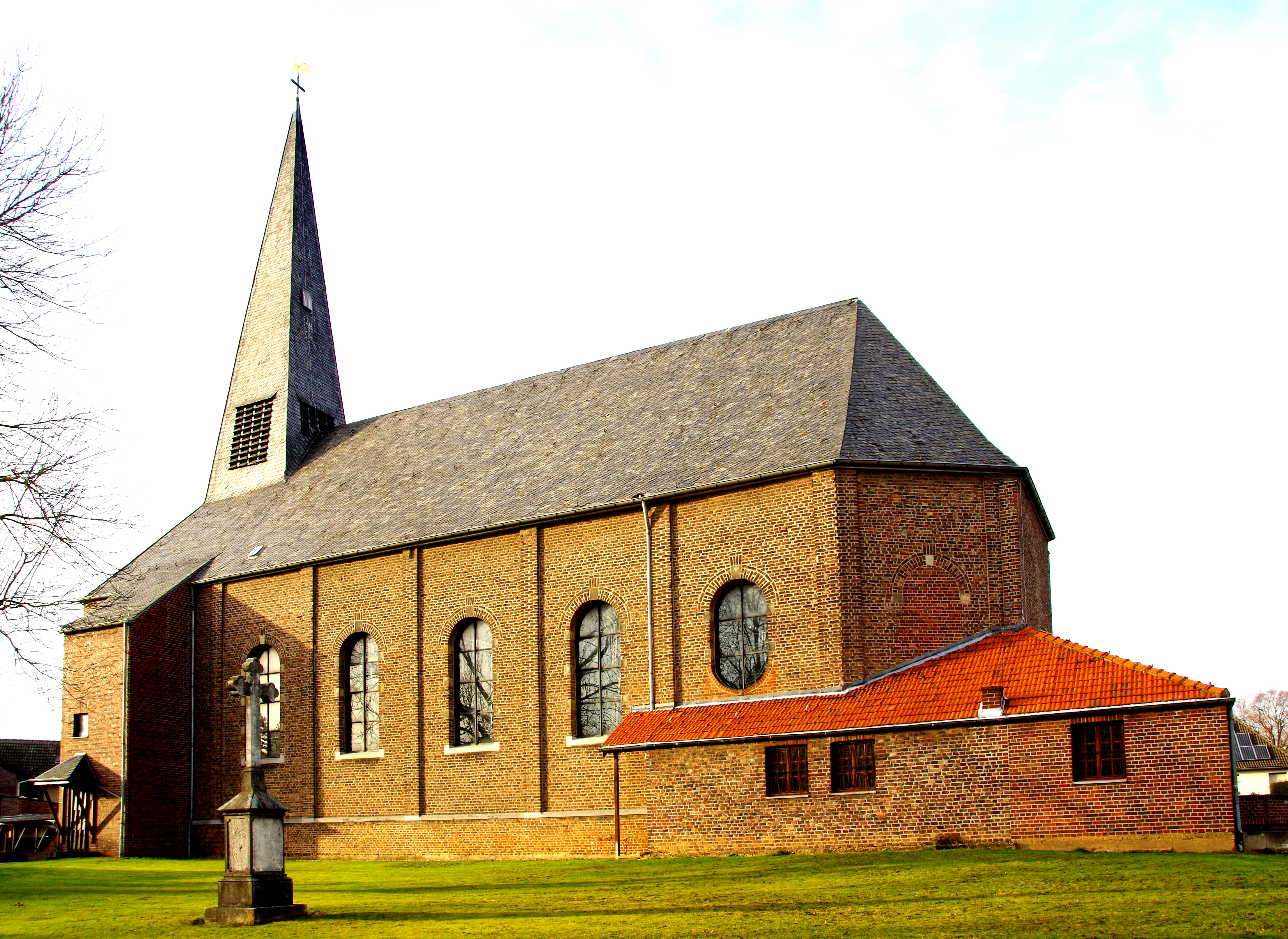
St. Pankratius (Ederen), Südostseite

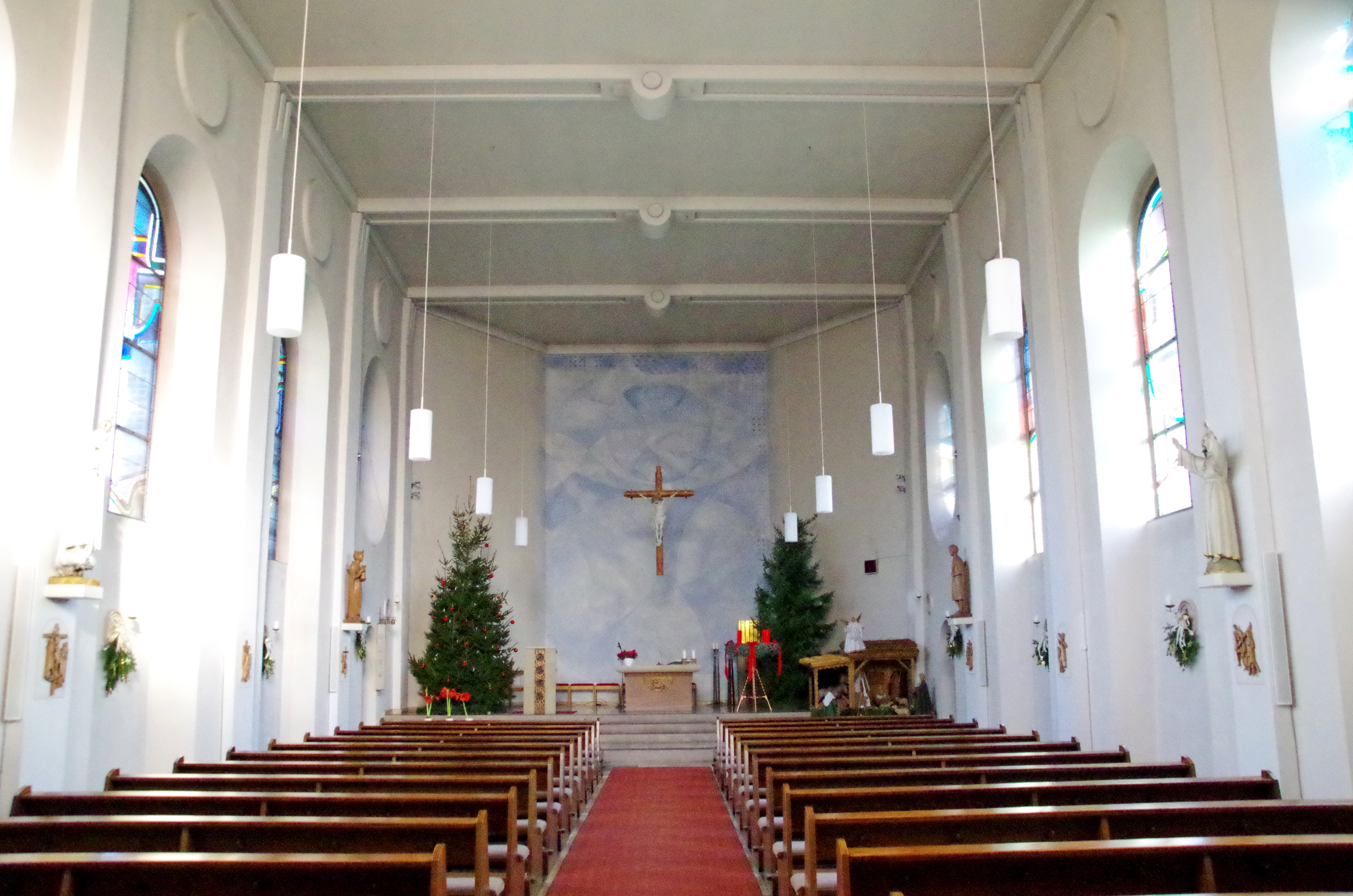
Blick ins Kirchenschiff

St. Pankratius ist eine römisch-katholische Pfarrkirche in Ederen, Stadt Linnich, im Kreis Düren in Nordrhein-Westfalen.

## Geschichte
Ein erstes Gotteshaus in Ederen wurde im 11. und 12. Jahrhundert errichtet, das 1354 erstmals urkundlich erwähnt wurde. Zu dieser Zeit gehörte Ederen noch zur Pfarre Freialdenhoven. Erst 1676 war die Erhebung zur eigenständigen Pfarrei vollzogen.
1770 wurde die romanische Kirche bis auf den Turm abgerissen. Daraufhin baute man westlich an den Turm eine barocke Saalkirche an. In den Jahren 1893 und 1894 ist das Bauwerk um zwei Joche nach Westen hin nach Plänen des Aachener Architekten Hermann Joseph Hürth verlängert worden. Dabei orientierte man sich an der barocke Bausubstanz. Nur der Westgiebel wurde im Stil der Neorenaissance ausgeführt.
In den letzten beiden Jahren des Zweiten Weltkriegs lag Ederen im Frontgebiet. Ende 1944 oder Anfang 1945 wurde der romanische Kirchturm durch deutsche Truppen gesprengt und dabei vollständig zerstört. Auch das barocke Kirchenschiff trug starke Schäden davon.  Sämtliche Gewölbe sowie der Westgiebel und der barocke Dachreiter stürzten ein. In den Jahren 1953 und 1954 wurde das Gotteshaus nach Plänen des Rheydter Architekten Alfons Leitl unter Einbeziehung der noch vorhandenen Reste wieder aufgebaut. Die Westfassade wurde dabei komplett neu errichtet.

## Ausstattung
In der Kirche befindet sich eine moderne Ausstattung. Erwähnenswert ist der geschnitzte Kreuzweg. Die Fenster schufen die Künstler Maria Katzgrau, Susanne Becker-Paß und Agnes Hasse 1948, 1993, 1998–2000 und 2006.
Die Orgel von der Orgelbauanstalt Karl Bach aus Aachen hat 18 Register mit folgender Disposition:
| Pedal C–f1    |     |
| Subbass       | 16′ |
| Prinzipalbass | 8′  |
| Gedecktbass   | 8′  |
| Choralbass    |     |
| Fagott        | 16′ |

| Manual I C–g3    |       |
| Prinzipal        | 8′    |
| Holzflöte        | 8′    |
| Prinzipal        | 4′    |
| Waldflöte        | 2′    |
| Sesquialtera 2f. |       |
| Mixtur 4f.       | 1 ⁄3′ |
| Trompete         | 8′    |

| Manual II C–g3 |    |
| Gedackt        | 8′ |
| Salicional     | 8′ |
| Zartflöte      | 4′ |
| Prinzipal      | 2′ |
| Zimbel 3f.     | 1′ |
| Rohrschalmey   | 8′ |

- Koppeln: II/I, Sub II/I, I/P, II/P
- Spielhilfen: Freie Komb., Piano, Tutti, Walze, Zungenabsteller, Tremolo in I

## Glocken
Im modernen Dachreiter von St. Pankratius befindet sich ein zweistimmiges Bronze-Geläut bestehend aus einer historischen und einer modernen Glocke.
| Nr. | Name       | Gussjahr | Gießer                                                   | Durchmesser (mm) | Gewicht (kg, ca.) | Schlagton (HT-1/16) | Inschrift |
| --- | ---------- | -------- | -------------------------------------------------------- | ---------------- | ----------------- | ------------------- | --- |
| 1   | Pankratius | 1827     | Peter Boitel                                             | 965              | 700               | gis′ – 1/8          | PANCR.TIUS VOCOR. VIVOS VOCO. MORTUOS PLANGO. CHRISTIANUS ALERTZ PASTOR HENRICUS VERRES VICARIUS MICHAEL REY CONSUL JACOB SCHAF. WILH. PETERS. CORN. KOPS. JOH. ADAM KOPS. EDMUND SOMMER MAGISTER FABRICAE. LEONARD MOHNEN AFDITUS P. BOITEL ME FUDIT JN EDERN ANNO 1 8 2 7 |
| 2   | -          | 1956     | Johannes Mark, Eifeler Glockengießerei Mark, Brockscheid | -                | -                 | h′                  | - |

## Pfarrer
Folgende Priester wirkten bislang als Pastor an St. Pankratius:
| von – bis | Name                      |
| --------- | ------------------------- |
| 1927–1947 | Josef Pütz                |
| 1947–1959 | Wilhelm Leuchtenberg      |
| 1960–1972 | Konrad Schmitz            |
| 1972–1979 | Rudolf Daufenbach         |
| 1981–1983 | Josef Langen              |
| 1983–1986 | P. Johannes Weindorf OSFS |
| 1987–2021 | Konrad Barisch            |
| Seit 2021 | Heinz Philippen           |